# ورمانت، کیپ غربی
ورمانت، وسترن کیپ (به لاتین: Vermont, Western Cape) یک شهرک در آفریقای جنوبی است که در Overstrand Local Municipality واقع شده‌است.